# Янино (Московская область)
Янино — деревня в муниципальном округе Егорьевск Московской области России.

## География
Деревня Янино расположена в юго-западной части муниципального округа Егорьевск, примерно в 27 километрах к юго-востоку от города Егорьевск. В 300 метрах к югу от деревни протекает река Белавинка. Высота над уровнем моря 108 метров.

## История
До отмены крепостного права деревня принадлежала помещице Ермоловой. После 1861 года деревня вошла в состав Лелеческой волости Егорьевского уезда. Приход находился в селе Лелечи.
В 1926 году деревня входила в Лелечевский сельсовет Лелечевской волости Егорьевского уезда.
До 1994 года Янино входило в состав Бобковского сельсовета Егорьевского района, в 1994—2004 годы — Бобковского сельского округа, а в 1994—2006 годы — Раменского сельского округа.
До 2015 года входила в состав сельского поселения Раменское.

## Демография
В 1885 году в деревне проживало 328 человек, в 1905 году — 350 человек (181 мужчина, 169 женщин), в 1926 году — 193 человека (73 мужчины, 120 женщин). По переписи 2002 года — 1 человек (1 женщина). Население — 1 человек (2010).
| 1859 | 1868 | 1885 | 1905 | 1926 | 2002 | 2006 |
| ---- | ---- | ---- | ---- | ---- | ---- | ---- |
| 216  | ↗234 | ↗328 | ↗350 | ↘193 | ↘1   | ↗8   |
| 2010 |      |      |      |      |      |      |
| ↘1   |      |      |      |      |      |      |